# 忠延
忠延（ちゅうえん、生没年不詳）は、平安時代前期の真言宗の僧。空海の十大弟子の一人。母は宗方氏とされるが父は不詳（一説に藤原良房の子といわれる）。

## 概要
『性霊集』巻八に「忠延師の先妣の為に理趣経を講ずる表白文」がある。ただし、本文中の「先妣宗方朝臣氏」が、表題通り忠延の亡母をさすという確証はない。文中に忠延の名は見えないからである。現『性霊集』の巻八～十は承暦3年（1079年）に仁和寺の済暹が編んだものなので、済暹が付した表題には注意を要する。
承和3年（836年）5月に実恵が入唐請益僧真済に託した書状（遭難のため唐に届けられず）には、空海から伝法の印可を蒙った弟子8人の中に「神護の忠延」としてその名が見える。忠延は入唐する真済に代わり神護寺を預かる地位にあったと見られる。承和4年（837年）に円行が唐に渡った際の書状にも「伝灯大法師忠延」の署名がある。
道猷『弘法大師弟子譜』は、このほかに天長元年（824年）9月に最初の神護寺定額僧21人の一員として名簿に忠延が名を連ねているとしている。しかし近年、その名簿「廿一口交名」を神護寺定額僧のものとすることや、名簿の信憑性に否定的な見解が出されている。

## 補注
1. ↑  道猷『弘法大師弟子譜』によれば、『宗脈記』にこの説があるが、藤原氏の系譜には、忠延に該当する子も、宗方氏の妻も見当たらないという
2. ↑  二つの書状は『弘法大師行化記』（続群書類従8下）所収。
3. ↑  武内孝善「泰範の生年をめぐって―承和四年四月五日付僧綱牒の信憑性」（『高野山大学論叢』37、2002年）